# Джамангараев, Кашаган
Кашаган Джамангараев (каз. Қашаған Жаманқараев; 8 мая 1910 года — 22 сентября 2001 года) — участник Великой Отечественной войны, командир орудия 1-й гвардейской пушечной артиллерийской бригады 1-й гвардейской артиллерийской дивизии прорыва 60-й армии Воронежского фронта, Герой Советского Союза.

## Биография
Родился 8 мая 1910 года в селе Каракемер (ныне Енбекшиказахский район, Алматинская область, Казахстан) в крестьянской семье. Казах. Происходит из рода шапырашты. Член ВКП(б)/КПСС с 1943 года. Образование неполное среднее. Работал счетоводом в колхозе.
В Красной Армии с 1942 года. В том же году на фронте Великой Отечественной войны.
Командир орудия 1-й гвардейской пушечной артиллерийской бригады (1-я гвардейская артиллерийская дивизия прорыва, 60-я армия, Воронежский фронт) гвардии старший сержант Кашаган Джамангараев у деревни Романово Рыльского района Курской области 26 августа 1943 года, отражая атаку противника, уничтожил два танка, а остальных вынудил повернуть назад.
В боях за плацдарм 7 октября 1943 года на правом берегу реки Днепр в районе сёл Губин и Медвин Чернобыльского района Киевской области Украины бесстрашный гвардеец-артиллерист уничтожил до взвода гитлеровцев и поджёг два танка.
Указом Президиума Верховного Совета СССР от 17 октября 1943 года за образцовое выполнение боевого задания командования в борьбе с немецко-фашистскими захватчиками и проявленные при этом мужество и героизм гвардии старшему сержанту Джамангараеву Кашагану присвоено звание Героя Советского Союза с вручением ордена Ленина и медали «Золотая Звезда» (№ 1907).
После войны старшина Джамангараев Кашаган был демобилизован, вернулся на родину и работал в совхозе. С 1982 года жил в городе Алма-Ата. Умер 22 сентября 2001 года. Похоронен в родном селе.

## Награды
- Медаль «Золотая Звезда» Героя Советского Союза.
- Орден Ленина.
- Орден Отечественной войны 1-й степени.